# Sven Meinhardt
Sven Meinhardt (Mülheim an der Ruhr, 28 settembre 1971) è un ex hockeista su prato tedesco, di ruolo portiere, vincitore dell'oro olimpico a Barcellona 1992.

## Carriera sportiva
Meinhardt, a livello di club, ha sempre giocato per l'HTC Uhlenhorst Mülheim con cui vinse cinque campionati nazionali (nel 1990, 1991, 1994, 1995 e 1997) e sette edizioni consecutive della EuroHockey Club Champions Cup dal 1988 al 1994.
Con la Nazionale, oltre alla vittoriosa spedizione di Barcellona 1992 dopo la quale lui e tutta la squadra venne insignita del Lauro d'argento, disputò anche i successivi Giochi di Atlanta 1996 classificandosi quarto.
Meinhardt vinse anche le edizioni i campionati europei del 1991 e del 1995 e tre edizioni dell'Hockey Champions Trophy.

## Palmarès
- Giochi olimpici

Barcellona 1992: oro.
- Campionati europei

1991: oro.
1995: oro.
- Hockey Champions Trophy

Berlino 1991: oro.
Karachi 1992: oro.
Kuala Lumpur 1993: argento.
Lahore 1994: argento.
Berlino 1995: oro.